# Musandam
Musandam (arabsko مسندم) je omanska pokrajina (muhafaza), eksklava, polotok v Hormuški ožini, v Perzijskem zalivu. Od Omana ga ločijo Združeni arabski emirati. Leta in leta je zaradi njega trajal spor med državama, leta 2003 pa je bil sklenjen tajni sporazum o kopenski in morski meji. Ima strateško lego. Na severu okoli Kumzarja govorijo kumzarski jezik, ki je iranski jezik. Meri 1800 kvadratnih metrov in ima 31.425 prebivalcev.
Musandum je slikovit, obalo sestavljajo sami ozki zalivi, ki zelo privlačijo turiste, notranjost je gorska, del gorovja Hadžar, ki se razprostira vzdolž južne obale Omanskega zaliva. Na teh planinah je naravni rezervat Džabal Letub. Največji kraj in pristanišče je Kasab. Glavni gospodarski panogi sta ribištvo in ladjedelništvo.